# Diaphania equicincta
Diaphania equicincta is een vlinder uit de familie van de grasmotten (Crambidae), uit de onderfamilie van de Spilomelinae. De wetenschappelijke naam van deze soort is voor het eerst voorgesteld als Glyphodes equicincta door George Francis Hampson in een publicatie uit 1912.
De voorvleugellengte van het mannetje bedraagt 13,2 tot 14 millimeter (spanwijdte 36 millimeter) en die van het vrouwtje 13,5 tot 15 millimeter.
De soort komt voor in Mexico, Guatemala en Costa Rica.